# Fino Fini
Fino Fini   (Florència, 9 de febrer de 1928 - Florència, 16 de setembre de 2020) va ser un metge italià.
Va ser conegut per ser el metge de les seleccions juvenils de futbol d'Itàlia del 1958 al 1979 i de la selecció italiana de futbol del 1962 al 1982, incloses les dues campanyes guanyadores de l'Eurocopa de 1968 i la Copa del Món de la FIFA de 1982.
També va ser director del Centro Tecnico Federale di Coverciano durant gairebé trenta anys, des del 1967 fins al 1995, supervisant també l'escola d'entrenadors i el sector tècnic. Va ser l'ideador del Museo del Calcio, un museu esportiu dedicat a la història de la selecció italiana de futbol.
A nivell internacional, va ser membre del Comitè de Desenvolupament Tècnic de la UEFA de 1976 a 1992 i del Comitè Mèdic de la FIFA de 1978 a 1995.
El 2021, va ser inclòs al Saló de la Fama del Futbol Italià.